# クォー・プリームム
クォー・プリームム (羅:Quo primum 「最初から」の意)とは、 1570年7月14日に教皇ピオ5世により発された、教皇勅書の形をとった使徒憲章（のインキピット）である。この勅書はローマ・ミサ典礼（トリエント・ミサ）を公布し、少なくとも200年続いているラテン典礼教会の別のミサ典礼が存在する場合を除いて、カトリック教会のラテン典礼教会全体でのトリエント・ミサの使用を義務付けた。
この措置を講じる理由については、「天主の教会において、……ミサを捧げるべき唯一の挙行法が最高に望ましいので」とされている。しかし、教皇ピオ5世は、例外として、ローマ典礼以外のラテン語の典礼、たとえばアンブロシウス典礼や モサラベ典礼、リヨン大司教区の典礼、および幾つか特定のカトリック修道会の典礼の存続を、限られた地域内や特定の修道会の信徒による祭儀において認めている。
ローマ典礼義務免除の対象となった司教区や修道会の中には、免除適用後にローマ典礼の採用を決定したところも、免除を適用することなく直ちにローマ・ミサ典礼を採用することを希望した教区や修道会も存在した。
したがって、使徒憲章クォー・プリームムは、「他の諸教会の母にして教師である、神聖にして侵すべからざるローマ教会によって伝えられたものが、あらゆる所で適用され、全ての人がそれを守るように。今後、未来永劫にわたって、全キリスト教世界〔の教会〕において、……余によって出版されるミサ典礼式の定式による以外が歌われ、或いは唱えられる事の無いように」と命じてはいるが、当初から例外が認められており、たとえラテン典礼の修道会の司祭であったとしても、司祭全員がピオ5世のミサ典礼を採用しなければならなかったわけではない。
この教皇勅書にて教皇ピオ5世は、「…最近出版された余のミサ典礼書には、決して何も付け加える事無く、削除する事無く、変更する事が無いように布告し……余の永久に有効なこの法令によって規定し命じる」と宣言し、最後に、「…絶対に誰一人として、余のこの許可、規定、命令、勅令、決定、認可、許可、宣言、意志、政令及び禁止のページに背反し、或いはそれに大胆にも背く事のないように。もしも、誰かがそれを企てようと敢えてするとしたら、全能の天主〔の憤慨〕及び使徒聖ペトロとパウロの憤激をかうと言う事を覚えよ」と締めた。
こうして、教皇ピオ5世は、教会であろうが俗人であろうが他のあらゆる権威者および私人によるミサ典礼書の改訂を禁じた。彼は、たとえ枢機卿クラスであっても、あるいはそれ以外の位階の者であっても（「全ての、そして個々の上記の諸教会の総大主教、管理聖職者、そして他の如何なる教会位階の尊厳を有する人物であれ、更に、彼等が聖なるローマ教会の枢機卿、或いは、如何なる他の卓越した位階であっとしても」）、ミサ典書を改変してはならないとしている。ピオ5世はこの翌年、レパントの海戦の勝利の後、勝利の聖母 Our Lady of Victory の祝日を加えるという小さな改訂を行った。1585年、教皇シクストゥス5世は、ピオ5世がミサ典礼書から削除した聖母の奉献の祝日を復活させた。クォー・プリームムの発布からわずか34年後、教皇クレメンス8世がローマ・ミサ典礼書の全面的な改訂を施し、また教皇ウルバヌス8世がその30年後に同様に改訂を施した。これら祝祭日の追加と改訂は、クォー・プリームムの撤回を意味しなかったどころか、この改訂はその範囲内に収まるものと言ってよく、クォー・プリームムはむしろこの改訂における神学的根拠を肯定するものであった。

## See also
- トリエント公会議
- トリエント・ミサ
- トリエント公会議以前のミサ Pre-Tridentine Mass
- パウロ6世のミサ
- Roman Missal
- Mass (liturgy)

## 参照
1. 1 2 3 4 5  “聖ピオ五世教皇の勅書「クォー・プリームム」Bulla Quo Primum （1570年7月14日発布）の羅和対訳 Latin - Japanese bilingual - Credidimus Caritati 私たちは天主の愛を信じた”. goo blog. 2023年5月20日閲覧。
2. ↑  Patrick Madrid; Peter Vere (2004). More Catholic Than The Pope: An Inside Look At Extreme Traditionalism. Our Sunday Visitor. p. 125. ISBN 978-1-93170926-2